# Кадоган, Уильям, 7-й граф Кадоган
Уильям Джеральд Чарльз Кадоган, 7-й граф Кадоган (англ. William Gerald Charles Cadogan, 7th Earl Cadogan; 13 февраля 1914 — 4 июля 1997) — британский пэр и профессиональный солдат.

## Ранняя жизнь
Родился 13 февраля 1914 года. Старший сын Джеральда Кадогана, 6-го графа Кадогана (1869—1933), и его жены Лилиан Элеоноры Мэри Коксон (? — 1973), дочери Джорджа Стюарта Коксона. Он получил образование в Итонском колледже, государственной школе-интернате для мальчиков в Итоне, Беркшир.
Он унаследовал свои титулы после смерти своего отца 4 октября 1933 года, его семейная резиденция в Калфорд-Парке была продана в 1935 году и стало Калфордской школой. 12 мая 1937 года как пэр королевства он присутствовал на коронации Георга VI и Елизаветы.

## Военная служба
Учился в Королевской военной академии в Сандхерсте, граф Кадоган был назначен 1 февраля 1934 года младшим лейтенантом Колдстримской гвардии британской армии. Он перешел в дополнительный офицерский резерв 3 июня 1936 года, став солдатом по совместительству. Ему был присвоен чин лейтенанта 1 февраля 1937 года. 12 апреля 1937 года он был переведен из Колдстримской гвардии в полк Королевского Уилтширского йоменри в составе Территориальной армии, в чине второго лейтенанта.
Лорд Кадоган участвовал во Второй мировой войне. 4 февраля 1943 года в звании лейтенанта (временного капитана) он был награждён Военным крестом (ВК) «в знак признания доблестных и выдающихся заслуг на Ближнем Востоке».
1 мая 1947 года он был переведен из офицерского резерва в Королевский Уилтширский йоменри, подразделение территориальной армии Королевского бронетанкового корпуса, и получил звание подполковника. Он оставил свою службу 1 мая 1948 года и получил почётное звание подполковника.

## Дальнейшая жизнь
Лорд Кадоган занимал должность заместителя лейтенанта Лондонского графства в 1958 году и был мэром Челси в 1964 году.
Он был масоном и служил Великим мастером Объединенной Великой Ложи Англии с 1969 по 1982 год.
После его смерти в 1997 году его титулы перешли к его сыну Чарльзу Джеральду Джону Кадогану, 8-му графу Кадогану.

## Личная жизнь
Лорд Кадоган был женат дважды. 11 июня 1936 года первым браком он женился на достопочтенной Примроуз Лилиан Ярд-Буллер (24 декабря 1918 — 6 декабря 1970), дочери Реджинальда Лопеса Ярд-Буллера (1873—1930), 3-го барона Чёрстона из Черстон-Феррерса и Лаптона. Супруги развелись в 1960 году. Дети от первого брака:
- Чарльз Джеральд Джон Кадоган, 8-й граф Кадоган (24 марта 1937 — 11 июня 2023), наследник отца
- Леди Сара Примроуз Беатрикс Кадоган (23 февраля 1938 — 19 декабря 2017), муж с 1958 года Джеймс Хью Сесил, 3-й барон Рокли (1934—2011), трое детей.
- Леди Дафна Магдалина Кадоган (род. 23 октября 1939), муж с 1961 года Дэвид Малкольм Грэм Бэйли (род. 1934), трое детей
- Леди Кэролайн Энн Кадоган (4 февраля 1946 — 4 октября 2008), муж с 1965 года Юэн Вудрофф Фостер (1938—2016), развод в 1975 году, двое детей.

13 января 1961 года лорд Кадоган вторым браком женился на Сесилии Маргарет Гамильтон-Веддерберн (10 марта 1916 — 31 марта 1999), дочери подполковника Генри Келлермана Гамильтона-Веддерберна. Второй брак был бездетным.